# ناحیه ابن زیاد
ناحیه ابن زیاد (به عربی: دائرة ابن زیاد) یک ناحیه در الجزایر است که در استان قسنطینه واقع شده‌است. ناحیه ابن زیاد ۲۳٬۴۸۹ نفر جمعیت دارد.